# Speedway (motorfiets)
Speedway is een Amerikaans motorfietsmerk dat in de
jaren zeventig lichte terreinmotoren met Sachs-motoren maakte.